# Аллея Архитектора Клейна
Алле́я Архите́ктора Кле́йна  — улица в центре Москвы в Хамовниках между Большой и Малой Пироговскими улицами.

## Происхождение названия
Название безымянному скверу было дано в мае 2016 года в честь архитектора, реставратора и преподавателя Романа Клейна (1858—1924), одного из наиболее известных московских архитекторов конца XIX — начала XX века, в связи с тем, что вблизи сквера расположено около 15 зданий, построенных по его проектам.
На левой стороне аллеи расположено Общежитие для студентов медицинского факультета Московского университета имени Великого князя Сергея Александровича, сооружённое Клейном в 1900—1903 годах (Малая Пироговская улица, 16). Также недалеко находится построенный в то же время Институт для лечения злокачественных опухолей имени Морозовых при Московском университете (Малая Пироговская улица, 20).

## Описание
Аллея Архитектора Клейна начинается от Большой Пироговской напротив Абрикосовского переулка и проходит на юг до Малой Пироговской улицы, где заканчивается напротив Усачёвского переулка.